# Cathrine Lindahl
Pour les articles homonymes, voir Norberg (homonymie) et Lindahl.
Cathrine Lindahl, née Cathrine Norberg le 26 février 1970 à Härnösand, est une curleuse suédoise.

## Jeux olympiques
- Jeux olympiques d'hiver de 2006 à Turin  Italie:
  -  Médaille d'or en Curling.
- Jeux olympiques d'hiver de 2010 à Vancouver  Canada:
  -  Médaille d'or en Curling.